# Kretaschemerlibel
De Kretaschemerlibel (Boyeria cretensis) is een echte libel uit de familie van de glazenmakers (Aeshnidae). De wetenschappelijke naam Boyeria cretensis werd in 1991 gepubliceerd door Günther Peters.
De soort staat op de Rode Lijst van de IUCN als bedreigd, beoordelingsjaar 2019; de trend van de populatie is volgens de IUCN dalend. De Kretaschemerlibel is endemisch op Kreta.